# Rebetiko
Rebetiko lub rembetiko – grecka muzyka ulicy miasta.
Zapoczątkowana pod koniec XIX wieku w kilku miastach greckich. Początki rebetiko są podobne do tanga argentyńskiego lub portugalskiego fado.
W 2017 roku rebetiko zostało wpisane na listę niematerialnego dziedzictwa UNESCO.